# Закрита термодинамічна система
Закри́та термодинамі́чна систе́ма — це термодинамічна система, яка не обмінюється своєю речовиною з навколишнім середовищем, але може обмінюватись енергією на відміну від ізольованої системи.
Закрита термодинамічна система може отримувати енергію від зовнішніх тіл, якщо над нею виконана робота або у вигляді теплоти. Аналогічно, вона віддає енергію, виконуючи роботу над зовнішніми тілами, або віддаючи тепло.